# Серкан Озден
Серкан Озден (тур. Serkan Özden; нар. 26 травня 1977) — турецький борець греко-римського стилю, срібний та бронзовий призер чемпіонатів Європи.

## Життєпис
Боротьбою почав займатися з 1992 року. Був срібним призером чемпіонату світу 1992 року серед кадетів. Наступного року на цих же змананнях здобув звання чемпіона світу. Чемпіон Європи 1995 року серед юніорів. Чемпіон світу 1997 року серед юніорів. Срібний призер чемпіонату Європи 1997 року серед юніорів. Виступав за борцівський клуб «Bueuek Sehir Belediyesi» зі Стамбула.

## Спортивні результати на міжнародних змаганнях

### Виступи на Чемпіонатах світу
| Змагання                        | Збірна    | Вагова категорія                 | Місце |
| ------------------------------- | --------- | -------------------------------- | ----- |
| Чемпіонат світу з боротьби 2007 | Туреччина | греко-римська боротьба, до 96 кг | 9     |
| Чемпіонат світу з боротьби 2009 | Туреччина | греко-римська боротьба, до 96 кг | 7     |

### Виступи на Чемпіонатах Європи
| Змагання                         | Збірна    | Вагова категорія                 | Місце  |
| -------------------------------- | --------- | -------------------------------- | ------ |
| Чемпіонат Європи з боротьби 2000 | Туреччина | греко-римська боротьба, до 85 кг | 5      |
| Чемпіонат Європи з боротьби 2003 | Туреччина | греко-римська боротьба, до 74 кг | Бронза |
| Чемпіонат Європи з боротьби 2004 | Туреччина | греко-римська боротьба, до 74 кг | 8      |
| Чемпіонат Європи з боротьби 2005 | Туреччина | греко-римська боротьба, до 84 кг | Срібло |
| Чемпіонат Європи з боротьби 2009 | Туреччина | греко-римська боротьба, до 96 кг | 5      |

### Виступи на Кубках світу
| Змагання                    | Збірна    | Вагова категорія                 | Місце |
| --------------------------- | --------- | -------------------------------- | ----- |
| Кубок світу з боротьби 2003 | Туреччина | греко-римська боротьба, до 84 кг | 4     |
| Кубок світу з боротьби 2007 | Туреччина | греко-римська боротьба, до 84 кг | 7     |

### Виступи на інших змаганнях
| Змагання                                                        | Збірна    | Вагова категорія                 | Місце  |
| --------------------------------------------------------------- | --------- | -------------------------------- | ------ |
| Чемпіонат світу з боротьби серед військовослужбовців 1997       | Туреччина | греко-римська боротьба, до 85 кг | Бронза |
| Чемпіонат світу з боротьби серед військовослужбовців 2000       | Туреччина | греко-римська боротьба, до 85 кг | Золото |
| Чемпіонат світу з боротьби серед студентів 2000                 | Туреччина | греко-римська боротьба, до 85 кг | Бронза |
| Середземноморські ігри 2001                                     | Туреччина | греко-римська боротьба, до 97 кг | Бронза |
| Чемпіонат світу з боротьби серед студентів 2002                 | Туреччина | греко-римська боротьба, до 96 кг | Бронза |
| Олімпійський кваліфікаційний турнір з боротьби 2004 (Новий Сад) | Туреччина | греко-римська боротьба, до 74 кг | 13     |
| Середземноморські ігри 2005                                     | Туреччина | греко-римська боротьба, до 84 кг | Срібло |
| Гран-прі Німеччини з боротьби 2007                              | Туреччина | греко-римська боротьба, до 96 кг | Золото |
| Турнір Дана Колова — Николи Петрова 2009                        | Туреччина | греко-римська боротьба, до 96 кг | Срібло |
| Середземноморські ігри 2009                                     | Туреччина | греко-римська боротьба, до 96 кг | Золото |
| Чемпіонат світу з боротьби серед військовослужбовців 2010       | Туреччина | греко-римська боротьба, до 96 кг | Срібло |

### Виступи на змаганнях молодших вікових груп
| Змагання                                       | Збірна    | Вагова категорія                 | Місце  |
| ---------------------------------------------- | --------- | -------------------------------- | ------ |
| Чемпіонат світу з боротьби серед юніорів 1994  | Туреччина | греко-римська боротьба, до 81 кг | 4      |
| Чемпіонат Європи з боротьби серед юніорів 1995 | Туреччина | греко-римська боротьба, до 81 кг | Золото |
| Чемпіонат Європи з боротьби серед юніорів 1997 | Туреччина | греко-римська боротьба, до 83 кг | Срібло |
| Чемпіонат світу з боротьби серед юніорів 1997  | Туреччина | греко-римська боротьба, до 83 кг | Золото |
| Чемпіонат світу з боротьби серед кадетів 1992  | Туреччина | греко-римська боротьба, до 60 кг | Срібло |
| Чемпіонат світу з боротьби серед кадетів 1993  | Туреччина | греко-римська боротьба, до 65 кг | Золото |